# Ceratomerus virgatus
Ceratomerus virgatus är en tvåvingeart som beskrevs av Collin 1928. Ceratomerus virgatus ingår i släktet Ceratomerus och familjen Brachystomatidae. Inga underarter finns listade i Catalogue of Life.